# Stará Ľubovňa
Stará Ľubovňa es un pueblo eslovaco situada en el nordeste del país, en la región de Prešov. Tiene población estimada, a fines de 2020, de 16.260 habitantes.
Está dividido en dos partes: Podsadek y Stará Ľubovňa.

## Geografía
La localidad está situada a orillas del río Poprad, a 15 km al sur de la frontera con Polonia y a 30 km del Alto Tatra. Stará Ľubovňa es una de las localidades más antiguas del condado de Spiš: antiguo condado histórico de los tiempos del Reino de Hungría y que hoy en día es la capital de la región.

## Historia
En 1292 se levantó el poblado con el nombre de Libenow hasta que en 1364 pasó a ser un reino independiente bajo la jurisdicción del castillo.
En 1412 fue incluida entre las 16 localidades de Spiš cedidas por el rey Segismundo de Luxemburgo tras un acuerdo con el rey Vladislao II de Polonia. El acuerdo fue parte del tratado de Lubowla que estuvo vigente durante 360 años, aunque en un principio debía de ser por un breve periodo de tiempo. La villa volvió a dominio húngaro tan solo durante el reinado de María Teresa I de Austria y la consecuente partición del territorio polaco. Tal acuerdo fue en realidad un privilegio para las villas al no tener estatus nobiliario entre Polonia y Hungría.

## Monumentos históricos
- Castillo de Stará Ľubovňa: el castillo está situado sobre una colina desde donde se puede contemplar la ciudad. El monumento, construido en 1833, está abierto al público y a visitas turísticas. El castillo es parte de la arquitectura folclórica de la región.

- Casco antiguo: el casco antiguo está formado por la Plaza de San Nicolás, una plaza rectangular con casas del siglo XVII. En el mismo centro se encuentra la Iglesia de San Nicolás construida en 1280 y de estilo gótico.

- Iglesia del Perpetuo Socorro: La iglesia se halla al sur de la ciudad y fue consagrada por el Papa Juan Pablo II el 22 de abril de 1990.

## Demografía
| Año        | 1994   | 2004    | 2014    | 2024    |
| ---------- | ------ | ------- | ------- | ------- |
| Población  | 15 447 | 16 348  | 16 366  | 15 599  |
| Diferencia |        | +5,83 % | +0,11 % | −4,68 % |

| Año        | 2023   | 2024    |
| ---------- | ------ | ------- |
| Población  | 15 628 | 15 599  |
| Diferencia |        | −0,18 % |

En el censo de 2001 la localidad tenía 16.227 habitantes, de los cuales el 89,5% eran eslovacos; el 5,97%, gitanos; el 1,48%, rusinos; el 1%, ucranianos, y el 0,64%, checos.
En cuanto a las creencias religiosas, el 89,85% de la población era católica (67,65% de la Iglesia latina y el 22,20% católicos griegos), el 5,01% no tenía ninguna afinidad religiosa, el 1,61% eran ortodoxos y el 0,81%, luteranos.